# Гімнофтальмові
Гімнофтальмові (Gymnophthalmidae) — родина ящірок інфараряду сцинкоподібних. Етимологія: грец. γυμνός — «оголене, неприховане», грец. ὀφθαλμός — «око». Має 42 роди та 200 видів. Інша назва «очкові теїди».

## Опис
Це ящірки середнього розміру. Будовою тулуба схожі на сцинків. Мають короткі або редуковані кінцівки, які на відміну від інших ящірок мають розвинені передні лапи, а задні у представників родини Gymnophthalmidae редуковані. Зустрічаються зовсім безногі види. Мають відмінну рису: прозорі нижні повіки, які дозволяють цим ящіркам бачити навіть із закритими очима. Повіки не фіксовані, як у змій чи геконів. Луска у них гладенька.

## Спосіб життя
Полюбляють пустелі, гори, дощові ліси. Активні вночі, у деяких є періодична денна активність. Добре лазають, плавають та пірнають. Харчуються комахами та іншими безхребетними.
Це яйцекладні ящірки. Деякі розмножуються партеногенетично.

## Розповсюдження
Мешкають у Центральній та Південній Америці.

## Роди
- Alopoglossus
- Amapasaurus
- Anadia
- Anotosaura
- Argalia
- Arthrosaura
- Aspidolaemus
- Arthroseps
- Bachia
- Calyptommatus
- Cercosaura
- Colobodactylus
- Colobosaura
- Colobosauroides
- Echinosaura
- Ecpleopus
- Euspondylus
- Gymnophthalmus
- Heterodactylus
- Iphisa
- Kataphraktosaurus
- Leposoma
- Macropholidus
- Micrablepharus
- Neusticurus
- Nothobachia
- Ophiognomon
- Opipeuter
- Pantodactylus
- Petracola
- Pholidobolus
- Placosoma
- Prionodactylus
- Procellosaurinus
- Proctoporus
- Psilophthalmus
- Ptychoglossus
- Riolama
- Scriptosaura
- Stenolepis
- Teuchocercus
- Tretioscincus
- Vanzosaura
- Wilsonosaura